# Miroir dentaire
 (20 février 2017).

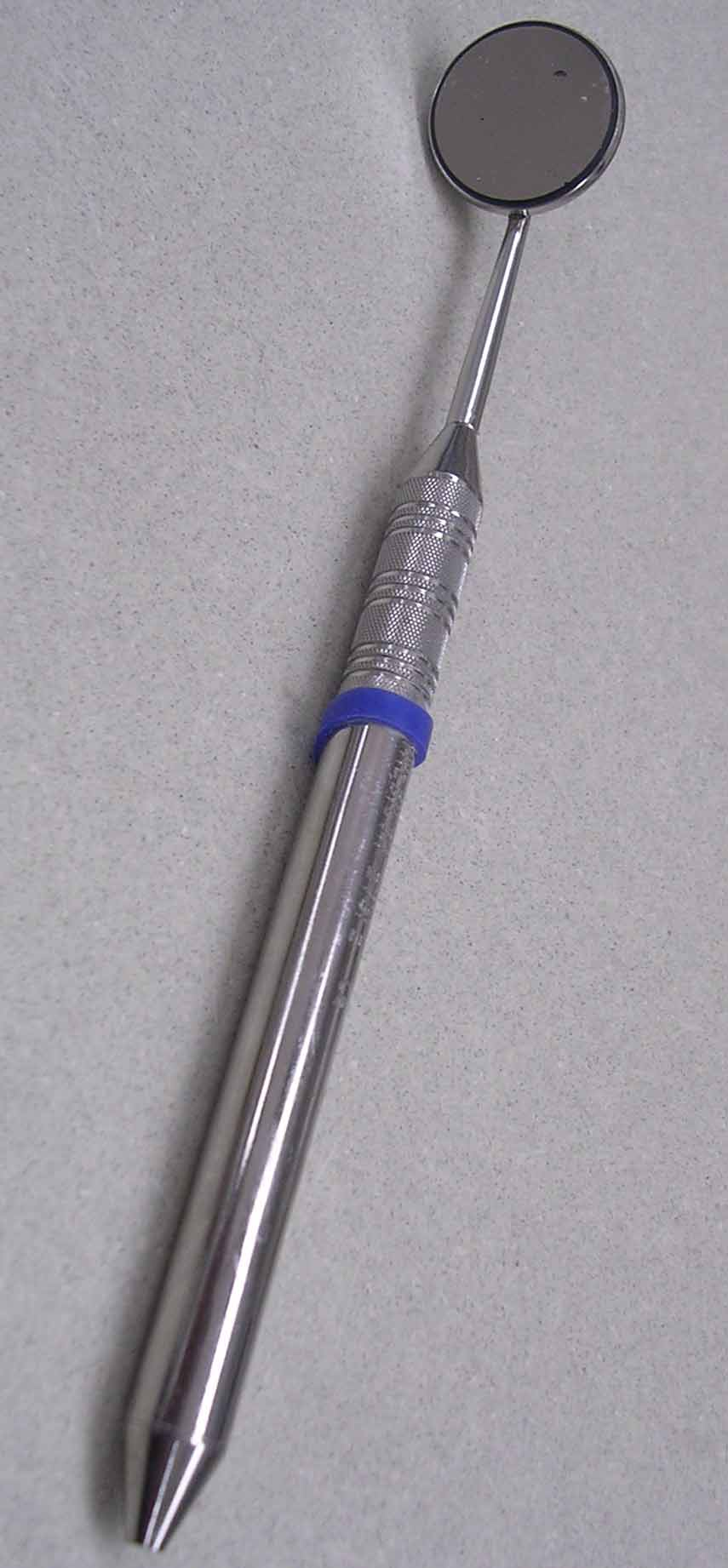
Miroir dentaire (Norme américaine)

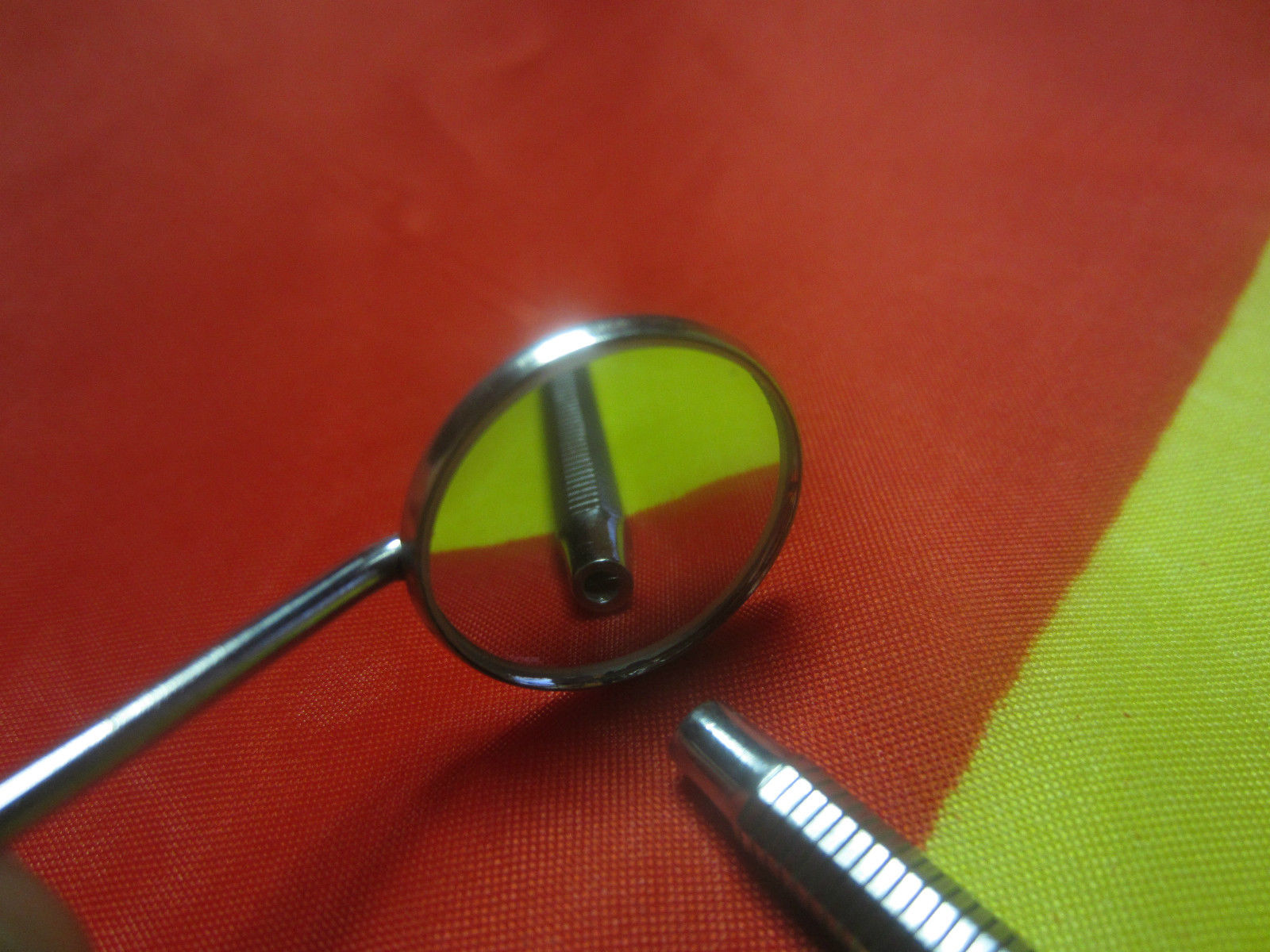
Miroir dentaire (Norme européenne)

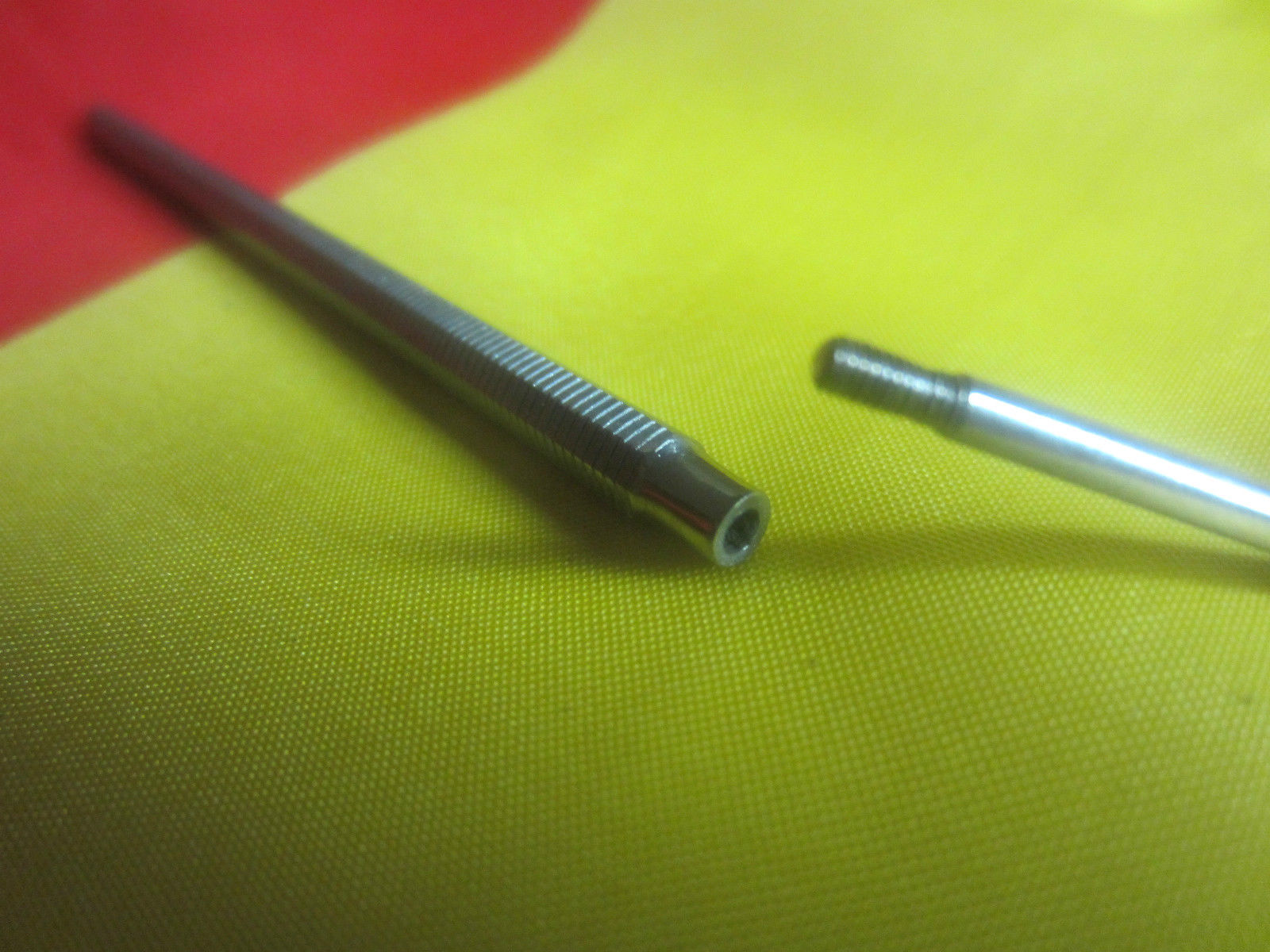
Poignée de miroir dentaire (Norme européenne)

Un miroir dentaire est un instrument utilisé en dentisterie. La tête du miroir est généralement ronde, et les tailles les plus couramment utilisés sont le n° 4 Ø (18 mm) et n° 5 (Ø 20 mm). Un n° 2 est parfois utilisé lorsqu'un petit miroir est nécessaire, comme lorsque l'on travaille sur les dents postérieures avec une digue dentaire en place. Le miroir dentaire dispose d'un large éventail d'utilisations.